# 핑 플러드
핑 플러드(ping flood)는 공격자가 ICMP "에코 요청"(ping) 패킷으로 피해자를 압도하는 간단한 서비스 거부 공격이다. ping의 플러드 옵션을 사용하면 응답을 기다리지 않고 ICMP 패킷을 최대한 빨리 전송할 수 있어 가장 효과적이다. 대부분의 ping 구현에서는 플러드 옵션을 지정하려면 사용자에게 권한이 필요하다. 공격자가 피해자보다 더 많은 대역폭을 가지고 있을 때(예: DSL 회선을 사용하는 공격자와 전화 접속 모뎀을 사용하는 피해자) 가장 효과적이다. 공격자는 피해자가 ICMP "에코 응답" 패킷으로 응답하여 송신 대역폭과 수신 대역폭을 모두 소모하기를 기대한다. 대상 시스템의 속도가 충분히 느리면 사용자가 상당한 속도 저하를 느낄 정도로 CPU 사용량이 증가할 수 있다.
핑 플러드는 네트워크 패킷 손실 및 처리량 문제를 진단하는 데에도 사용할 수 있다.

## 같이 보기
- 죽음의 핑
- 스머프 공격